# Санчес, Индиана
Индиа́на Мари́я Са́нчес (исп. Indiana María Sánchez; Манагуа, Никарагуа) — модель и Мисс Никарагуа 2009. Санчес получила титул Мисс Никарагуа 2009 7 марта 2009 в Ruben Dario National Theater в Манагуа. Она получила корону от предыдущей победительницы конкурса Мисс Никарагуа Тельмы Родригес. Индиана представляла Никарагуа на 58 конкурсе Мисс Вселенная, прошедшем в отеле Atlantis Paradise Island на Багамских островах. Она была одной из фавориток конкурса, после конкурса в купальниках, но всё же не смогла войти в топ-15. Также она получила второе место в конкурсе Лучший национальный костюм.
Санчес учится в колледже Майами, совмещая это с учёбой в школе медсестёр. Она сказала, что её учёба не мешает её обязанностям Мисс Никарагуа 2009. Она участвовала в конкурсе Nuestra Belleza Latina 2010 Reality. Сейчас Индиана живёт в Майами и надеется начать карьеру в кино.